# Linterna Verde: Renacimiento
Green Lantern: Rebirth es una miniserie de cómics de 6 números publicada por la editorial DC Comics, escrita por el guionista Geoff Johns y dibujada por Ethan Van Sciver entre octubre de 2004 y mayo de 2005.
La historia cuenta el regreso de Hal Jordan del Mundo de los Muertos y el renacer de los Green Lantern Corps como el Cuerpo Espacial de vigilantes intergalácticos por excelencia de la editorial.
Se le considera la primera parte de la trilogía de Green Lantern compuesta además por Sinestro Corps de 2007 y La noche más oscura de 2009, y que se completa en una tetralogía con El Día Más brillante en 2010/2011.

## Historia previa
En 1994, DC Comics decidió acabar con Hal Jordan, que había sido el Green Lantern del Sector Espacial 2814 desde su primera aparición en la DC Comics en 1959, y reemplazarlo con un nuevo personaje para continuar el legado de Linterna Verde, Kyle Rayner, con la esperanza de atraer a nuevos lectores con un carácter más joven. La historia, "Emerald Twilight", que se inició en Green Lantern (vol. 3) # 48 (enero de 1994), muestra a Hal Jordan hundido en la locura por la destrucción completa de su ciudad natal, Coast City, por el villano Cyborg Superman, y su transformación en el villano Parallax. Jordan se abalanzó sobre el Planeta Oa, la ciudadela planetaria de los Guardianes del Universo, que supervisan y administran el Cuerpo. Mató a algunos compañeros Linternas que se le oponían, y también dejó a la gran mayoría de ellos sin energía, al fusionarse con la batería de poder central. Por último asesinó al ex-Linterna Verde Sinestro, jurado enemigo de Jordan y quien estaba en estado de hibernación dentro de la batería (y que los guadianes habían liberado para detener a Jordan). Y luego (ya como Parallax) Jordan intentó destruir toda lo existente, para que pudiera volver a crearla a su gusto en la miniserie de 1994, Hora Cero.
Estos hechos provocaron la indignación entre algunos fanes, y DC respondió con más de un intento de rescatar la imagen de Jordan, en primer lugar en la miniserie de 1996 Noche Final, en la que Jordan sacrificó su vida para volver a encender sol de la Tierra, y luego en la miniserie de 1999 Dia de la Sentencia, en la que su alma, que sufría en el purgatorio, fue elegida como la nueva sede de la ira de Dios, conocido como El Espectro. Por último, en 2004, DC decidió cancelar la actual serie mensual de Linterna Verde en el número #181, y se seleccionó a Geoff Johns para escribir Green Lantern: Rebirth, en la que no solo Jordan sería exonerado de sus crímenes con el fin de allanar el camino para su regreso como un Linterna Verde, sino también explicar las preguntas pendientes acerca de su carácter, así como revelar el misterio de muchos años de por qué los anillos de poder de los Linternas Verdes, las poderosas armas asignadas a cada uno de los linternas que les permitem conjurar prácticamente cualquier forma de materia o energía , no han podido afectar a algo de color amarillo.

## Argumento
Una nave espacial de repente cae del cielo, estrellándose cerca de 2 excursionistas, y en su interior se encuentran el linterna verde de la Tierra, Kyle Rayner, herido y débil, que murmura "ya tiene un nombre", y luego se desploma cerca de un objeto alargado de color verde que parece ser un ataúd.
De inmediato una serie de incidentes extraño e inquietante empiezan. Hal Jordan, pronunciando sentencia sobre el villano Black Hand, se vuelve incapaz de enfocar claramente y siente que algo está mal, diciendo a su amigo Oliver Queen (Flecha Verde), "Nada de esto debería haber ocurrido. No se trata de mí. Esto no es lo que soy" y desaparece. Luego el ex Linterna Verde Guy Gardner de alguna forma libera una gran cantidad de energía destruyendo su bar y varios edificios alrededor dejando muy herido al también ex linterna verde John Stewart. Luego lo más extraño, Ciudad Costera, destruido desde los eventos de Crespusculo Esmeralda, de repente vuelve a aparecer debajo de dos pilotos que la sobrevuelan, aunque el único edificio que se restaura es el antiguo hogar de Hal Jordan.
De vuelta en la autopista Hill, Rayner, semi-consciente, le dice a los excursionistas que tiene algo "para mostrarles". A medida que camina, su anillo de poder empieza a hablar, "Parallax está en camino ..."
Cuando Batman, Superman, Mujer Maravilla, Aquaman, Zatanna, Flash y John Stewart (recuperado gracias a Doctor Destino y con un nuevo anillo por la desaparición de Rayner) hacen frente a Jordan en el aeródromo Ferris, donde Jordan se encontraba con su exesposa, Carol Ferris, Jordan insiste en que él no es responsable de la Restaurada Ciudad Costera. Stewart, sin embargo, de repente se enloquece, atacando a los otros héroes, su anillo empieza a entonar, "Parallax está en camino." Mientras tanto, el anillo de poder de emergencia que una vez Jordan le dio a Green Arrow se duplica, y se sitúa en el dedo de Guy Gardner, restableciéndolo como un Linterna Verde.
De vuelta en la autopista Hill, el linterna verde Kilowog aparece, e inexplicablemente, ataca a Kyle Rayner. Sin embargo, Ganthet, uno de los Guardianes del Universo, aparece para detener a Kilowog, tratando de proteger el ataúd, que se revela que posee el cuerpo de Hal Jordan. Él y Kilowog participar en una batalla feroz, y Rayner siente que algo dentro de su anillo intenta apoderarse de su voluntad, como con Stewart y Kilowog. Ganthet, Rayner y el cadáver de Jordan son teletrasportados a la Base Lunar de la Liga de la Justicia. Mientras tanto, Jordan investiga la aparición de su viejo apartamento, donde se enfrenta a la versión de Parallax de sí mismo, que se enfrenta en una monstruosa batalla al Espectro por la posesión de Jordan con una victoria para Parallax.
Es entonces Rayner cuenta la historia. Rayner explica que viajó a los confines del universo dentro del Sector 3599, y en el décimo planeta del Pagallus, los habitantes le dijeron que Parallax era en realidad un parásito amarillo que nació a partir de la alimentación del miedo, creando el terror en todo lo que tocaba, y causando la destrucción de civilizaciones enteras a base de la paranoia. Fue esta criatura la que los Guardianes del Universo encarcelaron dentro de la Batería de Poder Central en Oa, utilizando la energía contrario del miedo, la fuerza de voluntad. Rayner explica que existe un espectro electromagnético emocional en el que la voluntad colectiva del universo es recogida por la Batería de Poder Central, y que la voluntad verde es la más pura. Parallax había permanecido inactivo durante miles de millones de años, su verdadera naturaleza había sido cubierta por los guardianes para evitar que alguien tratara de liberarlo, y así, finalmente ha llegado a ser denominada como impureza la energía amarilla (miedo). Esta fue la razón por la de los anillos eran inútiles contra el color amarillo: Parallax debilitaba su poder sobre el espectro correspondiente, y por lo tanto, solo alguien capaz de superar un gran temor podría dominar el anillo de poder. Los Guardianes, por lo tanto, seleccionan solo a estas personas para convertirse en Linternas Verdes.
Pero en algún momento en la historia reciente, Parallax se despertó, débil y hambriento. Se extendió a Jordan a través del anillo, cuando estaba en su momento más débil, Parallax, le causó un aumento significativo en la duda y el miedo, los primeros síntomas de esto fueron las canas en las sienes de Jordan. El control de Parallax sobre Jordan explotó con la pena de Jordan por la destrucción de Coast City, y fue Parallax el responsable de la actividad asesina de Jordan durante la Hora Zero. Cuando Jordan destruyó la Batería de Poder Central, sin saberlo, liberó a Parallax, que se fusionó con el alma de Jordan, y suprimió los recuerdos de amor, justicia, amistad, etc que había en Jordan volviéndolo una máquina asesina. Fue por Parallax, que quedó libre el anillo de Ganthet lo que le permitió a Rayner usar el anillo aun cuando tenía dudas y temía de lo que podía pasar, y después del sacrificio de Jordan con su propia vida durante la noche final, el parásito quedó erradicado dentro del alma de Jordan durante algún tiempo al Jordan volverse Espectro, Green Arrow y Rayner luego son atacados por Sinestro, para sorpresa de todos, que explica que él fue el que despertó a Parallax durante su encierro en la Batería de Poder Central y que se alió con él para poder corromper a Jordan, y que el Sinestro que mató Jordan durante Hora Zero era una ilusión construida por Parallax para servir como la fase final de la susceptibilidad de Jordan a la impureza, a fin de quebrar su voluntad.
Todos los superhéroes del planeta llegan Ciudad Costera para atacar a Parallax, pero la entidad inhibe sus esfuerzos haciéndoles sentir miedo., sin embargo, Hal Jordan con ayuda de El Espectro se enfrenta a una batalla interna contra Parallax, Jordan enfrenta y supera sus miedos y finalmente elimina el parásito de su alma. Necesitado de un alma para habitar, Parallax posee en un depesperado intento a Ganthet, mientras que el alma de Jordan es atraída hacia la luz de la otra vida. Rayner guía el alma de Jordan de regreso a su cuerpo físico en la Luna. Su alma y los pensamientos claros, por primera vez en mucho tiempo regresan a Jordan, que se desprende de la caja resucitado como un mortal humano de nuevo, una vez más a ocupar su lugar como Green Lantern y además las canas desaparecen y pasan a su original color marrón. Él y Sinestro participar en una feroz batalla en la Luna, y a través de varios sistemas integalacticos. Finalmente, Jordan, destierra a Siniestro al universo de antimateria (donde alguna vez estuvo exiliado por la Corporación). Jordan y Rayner luego viajan a Ciudad Costera, donde, junto con John Stewart, Guy Gardner y Kilowog, liberan a Ganthet de la posesión de Parallax, y encierran al parásito en la Batería de Poder Central en Oa.
Después de la batalla, Batman no está del todo convencido de que Hal no fuera responsable de sus acciones como Parallax, sin embargo decide que el universo necesita un poco de luz de vez en cuando reconoce así que Jordan está de vuelta. Hal restablece sus relaciones con Carol Ferris, que decide volver a abrir el aeródromo Ferris, y Oliver Queen, le ofrece quedarse en su casa. Con este nuevo comienzo, Hal, por primera vez desde la destrucción de Ciudad Costera, consigue el coraje y la tranquilidad de seguir adelante y reconstruir su vida.
En la prisión de Belle Reeve, Héctor Hammond sintió la resurrección de Jordan, y está encantado y en espera de la oportunidad de encontrarse con su enemigo una vez más.